# Élections législatives libanaises de 2009
Les élections législatives libanaises de 2009 ont eu lieu le 7 juin 2009. La victoire étant remportée par la coalition menée par Saad Hariri, cette victoire lui assure la majorité absolue au parlement (71 sièges sur 128). Les listes de l'opposition comprenant le Hezbollah (pro-syrien), Amal et le Courant patriotique libre, parti chrétien du général Michel Aoun sont arrivées en deuxième place, obtenant 57 sièges. Le taux de participation était de 54,8 %. Ces élections déboucheront après de longs mois sur la formation du gouvernement Hariri dit d'union nationale.

## Résultats
| Parti                                                               | Sièges |
| COALITION DU 14 MARS                                                | 71     |
| ------------------------------------------------------------------- | ------ |
| Courant du Futur                                                    | 28     |
| Independants du 14 mars                                             | 11     |
| Parti socialiste progressiste                                       | 10     |
| Forces libanaises                                                   | 8      |
| Phalanges libanaises (Parti phalangiste-Kataëb)                     | 5      |
| Hentchak (Parti arménien)                                           | 2      |
| Jamaa Islamiya (Liban) (Islamiste)                                  | 1      |
| Ramgavar (Parti arménien)                                           | 1      |
| Mouvement de la gauche démocratique (Haraket El yasar-el-democrati) | 1      |
| Parti national libéral (Parti Al-Ahrar)                             | 1      |
| COALITION DU 8 MARS                                                 | 57     |
| Courant patriotique libre (le courant aouniste)                     | 18     |
| Hezbollah (Parti islamiste)                                         | 13     |
| Mouvement Amal (Haraket Amal)                                       | 13     |
| Parti Marada                                                        | 3      |
| Parti démocratique libanais (Hizb el-democrati el-libnani)          | 3      |
| Parti Tachnag (Parti arménien)                                      | 2      |
| Parti social nationaliste syrien (PNS)                              | 2      |
| Parti Baath (Socialiste pan-arabe)                                  | 2      |
| Parti Solidarité (Hezeb el tadamon el-libneni)                      | 1      |

## Répartition confessionnelle des Sièges
| Région        | District électoral         | Tous | Maronites | Chiites | Sunnites | Orthodoxes | Druzes | Arméniens orthodoxes | Grecs-Catholiques | Alaouites | Protestants | Autres Chrétiens |
| ------------- | -------------------------- | ---- | --------- | ------- | -------- | ---------- | ------ | -------------------- | ----------------- | --------- | ----------- | ---------------- |
| Beyrouth 19   | Beyrouth 1                 | 5    | 1         | -       | -        | 1          | -      | 1                    | 1                 | -         | -           | 1                |
| Beyrouth 19   | Beyrouth 2                 | 4    | -         | 1       | 1        | -          | -      | 2                    | -                 | -         | -           | -                |
| Beyrouth 19   | Beyrouth 3                 | 10   | -         | 1       | 5        | 1          | 1      | -                    | -                 | -         | 1           | 1                |
| Bekaa 23      | Baalbek et Hermel          | 10   | 1         | 6       | 2        | -          | -      | -                    | 1                 | -         | -           | -                |
| Bekaa 23      | Zahleh                     | 7    | 1         | 1       | 1        | 1          | -      | 1                    | 2                 | -         | -           | -                |
| Bekaa 23      | Rachaya- Bekaa Occidentale | 6    | 1         | 1       | 2        | 1          | 1      | -                    | -                 | -         | -           | -                |
| Mont-Liban 35 | Jbeil                      | 3    | 2         | 1       | -        | -          | -      | -                    | -                 | -         | -           | -                |
| Mont-Liban 35 | Kesrouan                   | 5    | 5         | -       | -        | -          | -      | -                    | -                 | -         | -           | -                |
| Mont-Liban 35 | Metn                       | 8    | 4         | -       | -        | 2          | -      | 1                    | 1                 | -         | -           | -                |
| Mont-Liban 35 | Baabda                     | 6    | 3         | 2       | -        | -          | 1      | -                    | -                 | -         | -           | -                |
| Mont-Liban 35 | Aley                       | 5    | 2         | -       | -        | 1          | 2      | -                    | -                 | -         | -           | -                |
| Mont-Liban 35 | Chouf                      | 8    | 3         | -       | 2        | -          | 2      | -                    | 1                 | -         | -           | -                |
| Liban-Nord 28 | Akkar                      | 7    | 1         | -       | 3        | 2          | -      | -                    | -                 | 1         | -           | -                |
| Liban-Nord 28 | Dinniyeh et Minieh         | 3    | -         | -       | 3        | -          | -      | -                    | -                 | -         | -           | -                |
| Liban-Nord 28 | Bcharré                    | 2    | 2         | -       | -        | -          | -      | -                    | -                 | -         | -           | -                |
| Liban-Nord 28 | Tripoli                    | 8    | 1         | -       | 5        | 1          | -      | -                    | -                 | 1         | -           | -                |
| Liban-Nord 28 | Zgharta                    | 3    | 3         | -       | -        | -          | -      | -                    | -                 | -         | -           | -                |
| Liban-Nord 28 | Koura                      | 3    | -         | -       | -        | 3          | -      | -                    | -                 | -         | -           | -                |
| Liban-Nord 28 | Batroun                    | 2    | 2         | -       | -        | -          | -      | -                    | -                 | -         | -           | -                |
| Liban-Sud 23  | Saïda                      | 2    | -         | -       | 2        | -          | -      | -                    | -                 | -         | -           | -                |
| Liban-Sud 23  | Tyr                        | 4    | -         | 4       | -        | -          | -      | -                    | -                 | -         | -           | -                |
| Liban-Sud 23  | Zahrani                    | 3    | -         | 2       | -        | -          | -      | -                    | 1                 | -         | -           | -                |
| Liban-Sud 23  | Hasbaya et Marjeyoun       | 5    | -         | 2       | 1        | 1          | 1      | -                    | -                 | -         | -           | -                |
| Liban-Sud 23  | Nabatiyeh                  | 3    | -         | 3       | -        | -          | -      | -                    | -                 | -         | -           | -                |
| Liban-Sud 23  | Bint Jbeil                 | 3    | -         | 3       | -        | -          | -      | -                    | -                 | -         | -           | -                |
| Liban-Sud 23  | Jezzine                    | 3    | 2         | -       | -        | -          | -      | -                    | 1                 | -         | -           | -                |
| Total 128     | Total 128                  | 128  | 34        | 27      | 27       | 14         | 8      | 5                    | 8                 | 2         | 1           | 2                |

## Répartition par partis après la naissance du gouvernement Mikati le 13 juin 2011
Résumé des résultats de l'élection législative libanaise du 7 juin 2009
| Alliances       | Sièges | Partis                                                                      | Sièges                              |
| --------------- | ------ | --------------------------------------------------------------------------- | ----------------------------------- |
| Gouvernement 68 | 29     | bloc du changement et de la réforme                                         | bloc du changement et de la réforme |
| Gouvernement 68 | 29     | Courant patriotique libre (Tayyar Al-Watani Al-Horr)                        | 19                                  |
| Gouvernement 68 | 29     | Parti démocratique libanais (Hizb al-democraty al-lubnany)                  | 4                                   |
| Gouvernement 68 | 29     | Marada                                                                      | 3                                   |
| Gouvernement 68 | 29     | Fédération révolutionnaire arménienne (Tachnag)                             | 2                                   |
| Gouvernement 68 | 29     | Parti de la Solidarité (Hizb Al-Tadamon Al-Lubnany)                         | 1                                   |
| Gouvernement 68 | 29     | Alliance du 8 mars                                                          | Alliance du 8 mars                  |
| Gouvernement 68 | 29     | Amal (Harakat Amal)                                                         | 13                                  |
| Gouvernement 68 | 29     | Loyauté à la Résistance (Hezbollah)                                         | 12                                  |
| Gouvernement 68 | 29     | Parti social nationaliste syrien (al-Hizb al-Qawmi al-souri al ijtima'i)    | 2                                   |
| Gouvernement 68 | 29     | Parti Baas arabe socialiste - section libanaise                             | 2                                   |
| Gouvernement 68 | 10     | Indépendants pro-gouvernementaux                                            | Indépendants pro-gouvernementaux    |
| Gouvernement 68 | 10     | Parti socialiste progressiste                                               | 7                                   |
| Gouvernement 68 | 10     | Harakat Majd                                                                | 2                                   |
| Gouvernement 68 | 10     | Autre                                                                       | 1                                   |
| Opposition 60   | 60     | Alliance du 14 mars                                                         | Alliance du 14 mars                 |
| Opposition 60   | 60     | Courant du Futur (Tayyar Al Mustaqbal)                                      | 26                                  |
| Opposition 60   | 60     | Forces libanaises (al-Quwāt al-Lubnāniyya)                                  | 8                                   |
| Opposition 60   | 60     | Phalanges libanaises (Hizb al-Kataeb)                                       | 5                                   |
| Opposition 60   | 60     | Bloc Murr                                                                   | 2                                   |
| Opposition 60   | 60     | Parti social-démocrate Hentchak (Parti social-démocrate Hentchakian)        | 2                                   |
| Opposition 60   | 60     | Jamaa Islamiya (Liban) (Jamaa al-Islamiya)                                  | 1                                   |
| Opposition 60   | 60     | Parti libéral démocrate arménien (Parti Ramgavar)                           | 1                                   |
| Opposition 60   | 60     | Mouvement de la gauche démocratique (Liban) (ĥarakatu-l-yasāri-d-dimuqrātī) | 1                                   |
| Opposition 60   | 60     | Parti national-libéral (Hizbu-l-waTaniyyīni-l-aHrār)                        | 1                                   |
| Opposition 60   | 60     | Indépendants (incluant bloc de Zahlé 6)                                     | 11                                  |
| –               | –      | Total                                                                       | 128                                 |

## Polémique autour du slogan «Sois belle et vote»
« Sois belle et vote » fut l'un des slogans de campagne du parti Libanais chrétien du Courant patriotique libre du Général Michel Aoun. Diffusé à travers plusieurs localités chrétiennes du Liban via d'immenses affiches représentant une femme brune au teint mat, à côté des mots « Sois belle et vote », il visait à séduire l’électorat féminin, jeune et branché. Le slogan, s'opposant à l'expression française « Sois belle et tais-toi »,  a suscité la polémique, provoquant tantôt l'indignation de féministes et de journalistes jugeant l'expression infamante pour la femme libanaise, tantôt le soutien à la campagne.